# Harpegnathos honestoi
Harpegnathos honestoi (лат.) — вид прыгающих муравьёв из подсемейства Ponerinae (Formicidae).

## Распространение
Филиппины (остров Лусон, Юго-Восточная Азия). Голотип муравья был собран живым из паутины паука-тенётника (Theridiidae), примерно в 1 м от земли в низкой растительности. Паук и его жертва были собраны автором открытия, когда паук пытался обмотать муравья шелком.

## Описание
Длина тела раброчих около 2 см. Голова, мандибулы, усики и переднеспинка оранжевые; остальное тело коричневато-черное; ноги желтые. При виде анфас задний край головы прямой; скапус превышает задний край головы не менее чем на ширину скапуса; оцеллии имеются; лобные доли широкие, закрывают усиковые впадины; лобные кили короткие, длиной примерно в два раза больше ширины скапуса, расходятся; наличник узко вставлен между лобными долями; имеется треугольная лабральная доля; глаза очень крупные, яйцевидные, занимают переднебоковой край головы; мандибулы постепенно сходятся от меаста прикреплений; голова грубо бороздчатая; усиковый скапус с редкими, короткими прямыми и субпрямыми волосками. Вид был впервые описан в 2016 году и назван в честь 90-летия Honesto C. General, отца автора открытия.